# Ricardo Sérgio Rocha Azevedo
Ricardo Sérgio Rocha Azevedo, noto come Ricardo Rocha (Santo Tirso, 3 ottobre 1978), è un ex calciatore portoghese, di ruolo difensore.

## Caratteristiche tecniche
Era un difensore centrale.

## Carriera

### Club
Ad inizio carriera ebbe esperienze calcistiche nel Famalicão (stagione 1998-1999), nello Sporting Braga (1999-2001) e nel Benfica, dove giocò fino al 2007. Nel 23 gennaio 2007, il Tottenham Hotspur lo acquistò per circa 3,3 milioni di sterline, ma la sua avventura in Inghilterra non diede frutti, siccome non trovava tanto spazio nella squadra; il 14 giugno 2009 il suo contratto venne rescisso. Il 1º settembre dello stesso anno firmò per lo Standard Liegi, ma dopo sei mesi si trasferì al Portsmouth.

### Nazionale
Debuttò con la Nazionale portoghese nel 2002 contro la Scozia; venne anche convocato dall'ex commissario tecnico del Portogallo Felipe Scolari per disputare le qualificazioni al campionato d'Europa 2008 nel 2006. Non venne tuttavia confermato nei 23 che disputarono il torneo 2 anni più tardi.

## Statistiche

### Cronologia presenze e reti in nazionale
| Cronologia completa delle presenze e delle reti in nazionale ― Portogallo | Cronologia completa delle presenze e delle reti in nazionale ― Portogallo | Cronologia completa delle presenze e delle reti in nazionale ― Portogallo | Cronologia completa delle presenze e delle reti in nazionale ― Portogallo | Cronologia completa delle presenze e delle reti in nazionale ― Portogallo | Cronologia completa delle presenze e delle reti in nazionale ― Portogallo | Cronologia completa delle presenze e delle reti in nazionale ― Portogallo | Cronologia completa delle presenze e delle reti in nazionale ― Portogallo |
| Data                                                                      | Città                                                                     | In casa                                                                   | Risultato                                                                 | Ospiti                                                                    | Competizione                                                              | Reti                                                                      | Note                                                                      |
| ------------------------------------------------------------------------- | ------------------------------------------------------------------------- | ------------------------------------------------------------------------- | ------------------------------------------------------------------------- | ------------------------------------------------------------------------- | ------------------------------------------------------------------------- | ------------------------------------------------------------------------- | ------------------------------------------------------------------------- |
| 20-11-2002                                                                | Braga                                                                     | Portogallo                                                                | 2 – 0                                                                     | Scozia                                                                    | Amichevole                                                                | -                                                                         |                                                                           |
| 12-2-2003                                                                 | Genova                                                                    | Italia                                                                    | 1 – 0                                                                     | Portogallo                                                                | Amichevole                                                                | -                                                                         | 2’ 46’                                                                    |
| 1-9-2006                                                                  | Brøndby                                                                   | Danimarca                                                                 | 4 – 2                                                                     | Portogallo                                                                | Amichevole                                                                | -                                                                         | 71’                                                                       |
| 6-9-2006                                                                  | Helsinki                                                                  | Finlandia                                                                 | 1 – 1                                                                     | Portogallo                                                                | Qual. Euro 2008                                                           | -                                                                         | 57’                                                                       |
| 7-10-2006                                                                 | Porto                                                                     | Portogallo                                                                | 3 – 0                                                                     | Azerbaigian                                                               | Qual. Euro 2008                                                           | -                                                                         | 53’                                                                       |
| 11-10-2006                                                                | Cracovia                                                                  | Polonia                                                                   | 2 – 1                                                                     | Portogallo                                                                | Qual. Euro 2008                                                           | -                                                                         | 62’                                                                       |
| Totale                                                                    |                                                                           | Presenze                                                                  | 6                                                                         |                                                                           | Reti                                                                      | 0                                                                         |                                                                           |

## Palmarès

### Club
- Coppa di Lega inglese: 1

Tottenham Hotspur: 2007-2008